# Claudio Grimaudo
Claudio Grimaudo (Palermo, 12 ottobre 1966) è un ex calciatore italiano, di ruolo terzino destro.
Era soprannominato Cavallo pazzo.

## Carriera

### Giocatore
Cresciuto nelle giovanili del Palermo, club della sua città natale, fu aggregato in prima squadra nell'estate del 1986, esordendo alla prima giornata, contro il Genoa, del girone 6 del primo turno di Coppa Italia, ottenendo un pareggio. Il giorno seguente all’ultima gara del girone eliminatorio di coppa, che si disputò il 7 settembre, arrivò la radiazione della squadra rosanero, così Grimaudo passò al neopromosso in Serie B Messina, con cui però non ebbe modo di debuttare nel campionato 1986-1987.
Nel calciomercato estivo del 1987 scende di categoria, approdando all'Atletico Catania in Serie C2.
A partire dall'anno successivo gioca in Serie C1 militando per due stagioni nel Francavilla e per due nel Licata.
Nel 1992 passa alla Salernitana con cui dopo due stagioni conquista la promozione in Serie B, militando poi nella serie cadetta per i successivi tre anni.
Nel 1997 passa alla neoretrocessa dalla Serie A Reggiana, con cui gioca ancora in Serie B, per una stagione.
In seguito torna all'Atletico Catania militante in Serie C1, poi passa al Trapani in Serie C2.
Nel 1999 fa ritorno alla Salernitana dove disputa le sue ultime 6 partite in Serie B prima di chiudere la carriera di calciatore, nel corso della quale ha totalizzato 122 presenze in Serie B con 5 reti.
Nella stagione 2019-2020 diventa allenatore dell'A.C. Geraci, squadra partecipante al campionato di Eccellenza.